# Perstvo
Perstvo (eng. Peerage) je sustav plemićkih naslova u Ujedinjenom Kraljevstvu. Postoji pet stupnjeva perova: vojvoda, markiz, earl (grof), vikont i barun. Postoje dvije vrste perstva: nasljedno i doživotno perstvo. 